# Elecciones provinciales de La Pampa de 1963
Las elecciones generales de la provincia de La Pampa de 1963 tuvieron lugar el 7 de julio, al mismo tiempo que las elecciones presidenciales y legislativas a nivel nacional. Se realizaron con el objetivo de restaurar la normalidad constitucional después del golpe de Estado de 1962 y la intervención federal de la provincia. Se eligió gobernador y vicegobernador y 21 diputados provinciales. Los peronistas Mariano Fernández y José Meana, candidatos de la Unión Popular, fueron proscriptos de las elecciones, aunque el partido consiguió ganar 3 diputados.
El 28 de agosto el colegio electoral eligió a Ismael Amit de la Unión Cívica Radical Intransigente como nuevo gobernador, sumando 18 electores de la Unión Cívica Radical Intransigente y 4 electores de la Unión del Pueblo Argentino.

## Resultados
| Fórmula           | Fórmula                | Partido         | Partido                                   | Votos  | % | Electores | Diputados |
| Gobernador        | Vicegobernador         | Partido         | Partido                                   | Votos  | % | Electores | Diputados |
| ----------------- | ---------------------- | --------------- | ----------------------------------------- | ------ | - | --------- | --------- |
| Ismael Amit       | Pablo Eliseo Grubisich |                 | Unión Cívica Radical Intransigente (UCRI) | 24.514 |   | 18/40     | 8/21      |
| Cirilo Brown      | Francisco Torroba      |                 | Unión Cívica Radical del Pueblo (UCRP)    | 18.906 |   | 14/40     | 7/21      |
| Mariano Fernández | José Meana             |                 | Unión Popular (UP)                        |        |   |           | 3/21      |
| Sin candidato     | Sin candidato          |                 | Unión del Pueblo Argentino (UDELPA)       |        |   | 4/40      | 2/21      |
| Jorge Picca       | Juan Carlos Garat      |                 | Partido Demócrata Cristiano (PDC)         |        |   | 4/40      | 1/21      |
| Votos en blanco   | Votos en blanco        | Votos en blanco | Votos en blanco                           | 25.666 |   |           |           |